# Uralmash
Uralmash (del ruso: Уралмаш), es una empresa rusa de producción de maquinaria pesada, vehículos de motor y otros productos relacionados con la siderurgia, cuyas instalaciones de producción se encuentran en la localidad de Yekaterinburgo, en los Urales. Es propiedad de la empresa de ingeniería OMZ.
Uralmash es una abreviatura del nombre en ruso: Уральский Машиностроительный Завод, transliterado como Ural's'kiy Mashinostroitelnyy Zavod, aunque durante algún tiempo también fue llamada Ural's'kiy Zavod Tyazhelogo Mashinostroyeniya (del ruso: Уральский Завод Тяжелого Машиностроенияm), que se puede traducir como: Planta de construcción de maquinaria pesada de los Urales.
OMZ (Uralmash-Izhora Group), la empresa propietaria de las instalaciones, es una empresa multinacional rusa formada en 1996; OMZ se dedica exclusivamente a la industria pesada, fabricando una amplia gama de componentes industriales que abastecen a la industria petroquímica, minera y nuclear (fabrica los reactores nucleares VVER). La zona residencial de los alrededores, donde viven los trabajadores, también se llama Uralmash.

## Historia

### Periodo 1933-1941
En 1928 el Instituto Estatal de nuevos diseños de Leningrado desarrolló y publicó un proyecto para la construcción de una planta de fabricación de maquinaria en los Urales. Se prestó especial atención a la viabilidad económica del proyecto. En la elaboración se tuvo muy en cuenta los éxitos obtenidos por Europa occidental y EE.UU en el campo de la metalurgia y la siderurgia; además, para garantizar el suministro de trabajadores con una alta cualificación se incluyó la construcción de un centro de formación adyacente.
La construcción de Uralmash comenzó en 1933, en cumplimiento de los planes quinquenales de la Unión Soviética para la industrialización del país. Desde su construcción hasta el inicio de la Segunda Guerra Mundial la industria se dedicaba a la fabricación de diversos productos manufacturados (equipo para  altos hornos, máquinas, prensas, laminadoras, grúas, perforadoras, etc) para la minería y otras industrias metalúrgicas en los Urales y Siberia.

### Segunda Guerra Mundial
Durante la Segunda Guerra Mundial (Gran Guerra Patria para los soviéticos), la fábrica empezó a desarrollar y producir equipos militares. En este periodo la fábrica se dedicó a la producción de tanques T-34, SU-122, SU-85 y SU-100, además de obuses M-30, cañones autopropulsados y chasis blindados.

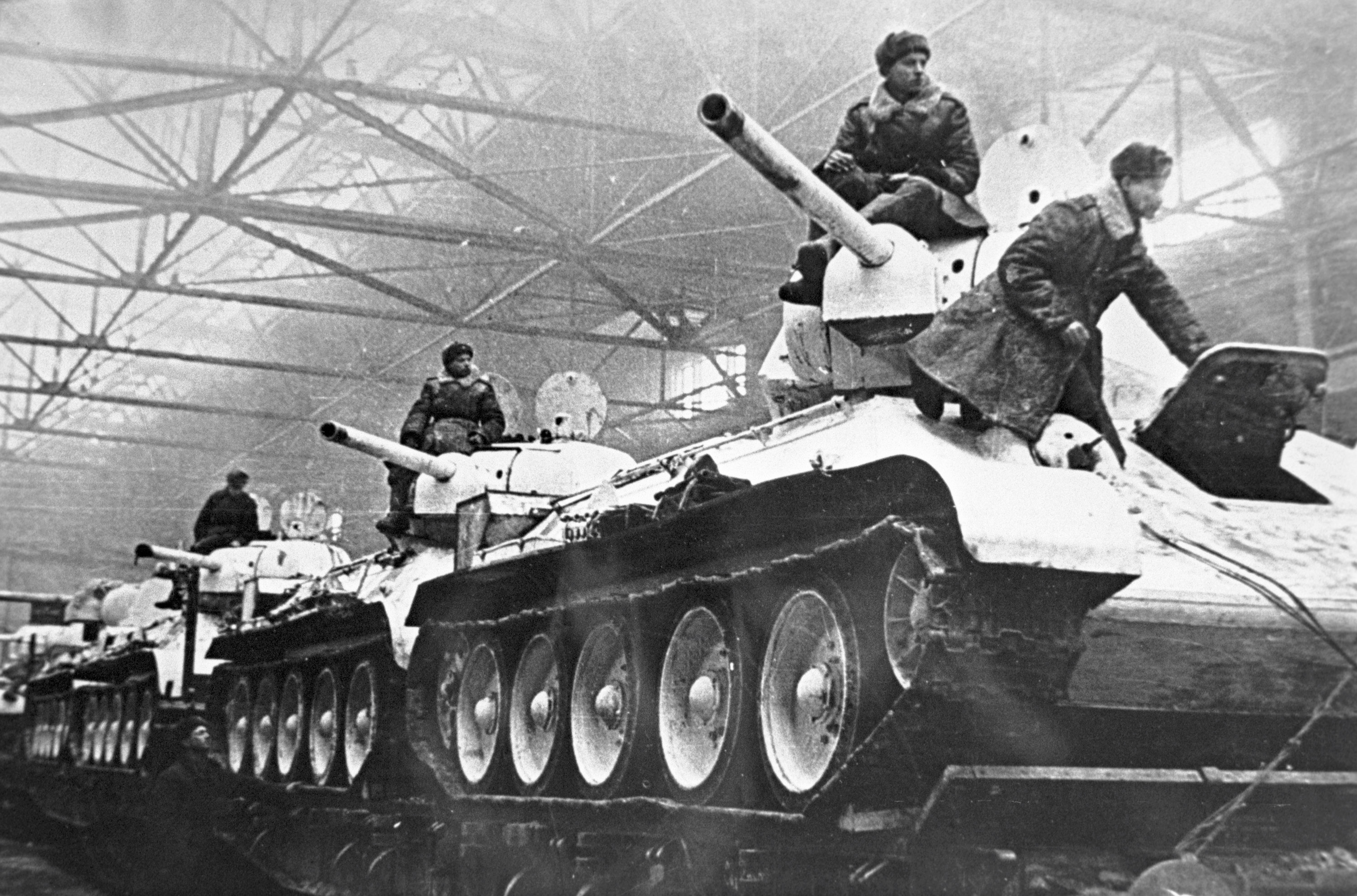
Producción de tanques en sus instalaciones durante la Segunda Guerra Mundial en 1942.

Acabada la guerra, Uralmash había producido 19 000 chasis blindados para tanques, 30 000 proyectiles y 6000 tanques y cañones.

### Periodo 1945-Actualidad
Durante la década de 1960, las plataformas de perforación que se fabricaban en Uralmash tuvieron una importancia primordial en el desarrollo de las industrias del gas y el petróleo dentro de la Unión Soviética, incluyendo la zona de Siberia. Las perforadoras que producía permitían excavar hasta una profundidad de 13 km, obteniendo muestras de rocas por primera vez de más de 3000 millones de años.
Tras la desintegración de la Unión Soviética, Uralmash y el conglomerado de empresas que la formaban se privatizaron. En 1996, pasó a formar parte de la multinacional OMZ.
En 2004, durante la restructuración de los activos la compañía recibió técnicos de ingeniería tecnología y una base de fabricación para la producción de equipos de perforación, así como el derecho a utilizar las marcas comerciales Uralmash y la concesión de licencias de acción a largo plazo hasta el año 2010.
Actualmente, Uralmash está especializado en la fabricación de equipos para la extracción de petróleo y gas, así como para la metalurgia y otras industrias energéticas. 
Según el informe Uralmashzavod, los ingresos de la compañía para 2005 ascendieron a 3600 millones de rublos y una pérdida neta de 352,3 millones de rublos, aunque en el año 2006 se obtuvieron unos beneficios por valor de 3568 millones de rublos.
Actualmente el número de empleados de Uralmash es de unas 14 000 personas.

## Premios recibidos

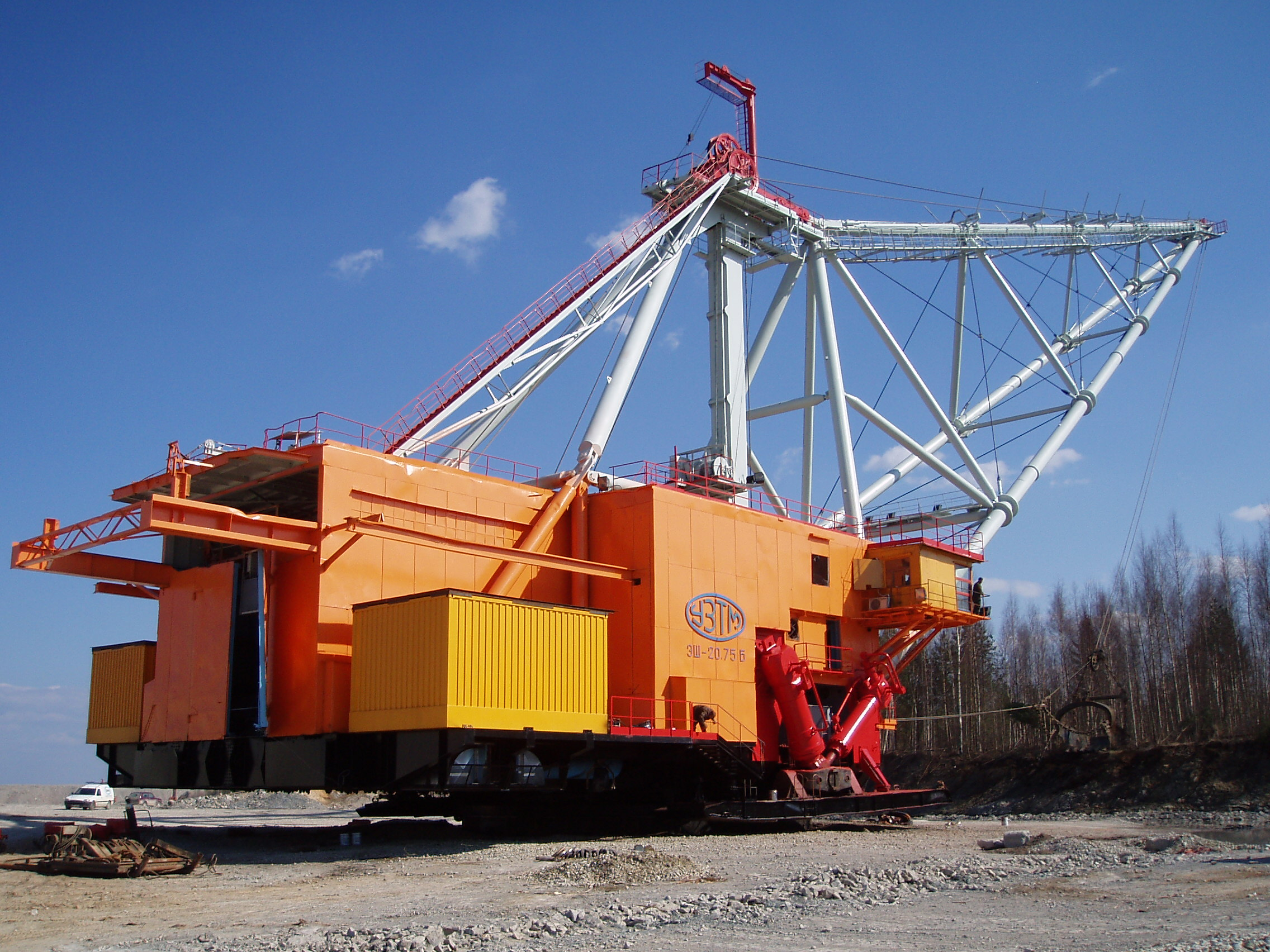
Ejemplo de maquinaria construida por la compañía

- Orden de Lenin (15 de abril de 1939 y 18 de noviembre de 1944): por sus logros sobresalientes en la creación y desarrollo de vehículos y el total cumplimiento del plan quinquenal y la organización del trabajo. (Y la de 1944), por la fabricación y mejora de artillería.
- Orden de la Bandera Roja del Trabajo (5 de junio de 1942): por el desempeño ejemplar de los trabajadores en la producción de cascos blindados.
- Orden de la Guerra Patria de grado I (21 de junio de 1945) : por el cumplimiento de los encargos realizados por el Ejército Rojo
- Orden de la Bandera Roja (16 de septiembre de 1945): por la producción masiva de tanques y cascos blindados.
- Orden de la Revolución de Octubre (22 de enero de 1971): por sus logros y alta eficiencia en la producción de nuevos equipos.
- Orden de la Bandera Roja del Trabajo (22 de mayo de 1973 y 1983): por su valiosa asistencia en el diseño y suministro de nuevos equipos y su puesta en marcha; y en 1983, por su contribución al equipamiento de la industria pesada durante la Segunda Guerra Mundial.